# Cloclo (film)
Cloclo è un film del 2012 diretto da Florent Emilio Siri.
Si tratta di un film biografico incentrato sulla vita del cantautore Claude François, soprannominato Cloclo.

## Trama
Il film ripercorre la vita della pop star francese Claude François dalla sua infanzia in Egitto alla sua tragica morte avvenuta nel 1978.

## Premi
- Festival du film de Cabourg
  - 2012: Swann d'oro al miglior attore (Jérémie Renier)
- Premi César
  - 2013: miglior sonoro (Antoine Deflandre, Germaine Boulay, Eric Tisserand)